# Luciano Gerbilsky
Luciano Gerbilsky, es un arquitecto argentino por la Universidad de Buenos Aires, con maestría en iluminación por la Universidad de Santiago de Chile. .
Entre sus obras se encuentran el ArtHouse Tulum, L´Atelier Miami, LigHouse Miami y Valley House.
En 2011 fundó la compañía Luciano Gerbilsky Arquitectos mediante la cual ha creado proyectos alrededor del mundo que fusionan arquitectura, diseño, arte e iluminación  en obras a gran escala en las que también se incluye el diseño de muebles, espacios residenciales, culturales y de paisajismo.
En 2017, la firma arquitectónica fue parte del Design House 2017, una de las actividades más esperadas de Design Week México, en dónde cada año invitan a un reconocido grupo de diseñadores, interioristas y arquitectos a intervenir los distintos espacios de una casa en Polanco. En esa ocasión, todas las firmas y despachos que intervinieron la casa, están inspirados en un personaje que les fue asignado; la firma Gerbilsky contó con la representación de Tanya Moss, diseñadora mexicana, seleccionada en 2015 como la mejor diseñadora de joyas dentro de “Lo Mejor de la Moda en México”.

## Obra representativa

### Proyectos Residenciales
- Walden House

El lenguaje arquitectónico creado a partir de una serie de capas en diferentes materiales hace que la arquitectura se vaya diluyendo en el paisaje. De esta forma elementos como la piedra volcánica o el cemento, se suavizan con las capas más externas en forma de celosías de madera, hechas a partir de durmientes de tren reciclados envolviendo patios y terrazas exteriores que rodean la casa.
- Arthouse Tulum

Ubicado en la zona selvática de Tulum, este proyecto se desarrolló rodeado de un entorno natural. El diseño se logró a través del estudio de la cultura local y experiencias vivenciales. El resultado se traduce en tres volúmenes de líneas rectas que recuerdan las formas arquitectónicas mayas.
Los materiales utilizados en fachadas están compuestos por piedra volcánica clase recinto y aplanados de concreto texturizado acabado en tonos tierra obscuro. La cancelería fue fabricada en madera maciza de origen tropical, a fin de resistir los embates climáticos de la zona.
- Rancho JM

La cantera blanca Galarza, piso de madera y vigas de madera típicas de esta zona enmarcan los volúmenes arquitectónicos. Situado en Valle de Bravo, México, el proyecto representó una intervención arquitectónica a 722 m² la cual se amplió a la planta baja y se llevó a cabo el interiorismo total de los 918 m². La casa está rodeada por un terreno con un lago privado como pieza principal.
- MC House

Ubicado en la zona de Valle de Bravo, el proyecto se encuentra rodeado de un entorno natural, destacando las vistas al lago que pueden apreciarse gracias a la localización y altura. La intervención de MC House dio como resultado de un concepto único para de vivienda, en donde el diseño quedó plasmado en muebles, luminarias, y textiles.
- Miami Península

Localizado en la zona residencial de Aventura, Miami, consistió en la remodelación total e integral de un departamento, incluyendo el cambio en la distribución interior. La idea conceptual se trabajó utilizando acabados que generases luz y frescura, partiendo del diseño basado en un mix de líneas modernas y clásicas, con un toque de glamur fundamental en Miami.
- River House

Casa diseñada en un terreno boscoso de Valle de Bravo que cuenta con 1200 metros de construcción. Definida por dos volúmenes, uno social y el segundo privado, divididas por un río artificial creado a partir de un río natural que fue intervenido para lograr el agua más cristalina. Este proyecto cuenta con una cava subterránea que puede albergar 400 vinos; una sala multimedia con bar integrado; Spa y salas para masajes; cocina exterior montada en la terraza principal.

### Proyectos Comerciales
- Proepta

El reto fue renovar la imagen de marca y generar impacto con su nueva flagship store en una de las zonas más lujosas de la Ciudad de México. Parte desde la renovación integral de una casa de mediados del siglo XX construida en dos niveles, donde se rescata la fachada.
- Públic

Proyecto que ofrece un diseño sobrio, con materiales muy neutros como ladrillo antiguo, cemento, maderas naturales y estructuras de metal que dan al espacio un look industrial, pero a la vez moderno y acogedor. El mobiliario en negro y el piso de concreto pulido están acompañados por sillas metálicas tipo Toilet y mesas cubiertas de madera.

### Otros Proyectos
- Atelier Miami

Desarrollo inmobiliario de Luciano Gerbilsky Arquitectos en Miami, Florida, consistente en el diseño de un edificio de vivienda de lujo a pocos metros del popular Design District. El proyecto consiste en una evocación a todas las artes fotografía, pintura, teatro, cine, moda que conviven en Atelier Miami y se convierten en el tema recurrente del proyecto para dar carácter a cada área.
- LightHouse Miami

Diseñado como todo un landmark arquitectónico en la ciudad y ubicado en el Design District, Lighthouse Miami, es un lujoso edificio de oficinas y departamentos que remata en su cúspide con un emblemático faro. Un vigilante permanente, a más de 30 pisos de altura, de la Bahía Vizcaya.
- Valley House

Residencial  situado en Valle de Bravo, en medio de un terreno boscoso de 4300 metros. Tres volúmenes forman parte de la obra de 570 metros construidos en combinación con senderos de agua, cada uno dirigido hacia el punto central del proyecto que es la vista al valle. Los ríos y senderos forman parte de la arquitectura de paisaje en sintonía con los grandes árboles del terreno. Cada sección es unida por puentes de cristal que permiten admirar la naturaleza.

## Novedades Arquitectónicas
La firma de arquitectos Luciano Gerbilsky trabaja en un proyecto residencial en Santa Fe, al poniente de la CDMX considerada una de las zonas más exclusivas en la ciudad. El espacio ofrecerá las características arquitectónicas del área industrial de Brooklyn, situada en Nueva York. Aunque el nombre del desarrollo no está definido, el arquitecto reveló que ya edifican dos torres de 16 niveles revestidas con ladrillo a la vista, y detalles en herrería que decora balcones y canceles, estilo del distrito estadounidense.

## Reconocimientos
Luciano Gerbilsky y su despacho recibieron en septiembre de 2018 el Premio Nacional de Arquitectura e Interiorismo otorgado por la Asociación de Arquitectos e Interioristas Mexicanos Archivado el 18 de septiembre de 2018 en Wayback Machine.; el galardonado fue un proyecto residencial realizado en Avándaro a sólo unos kilómetros de Valle de Bravo.
En la edición 2016-2017 obtuvo el América Property Awards.
En 2018, The USA & Americas Property Awards galardonó al despacho Luciano Gerbilsky Arquitectos por su proyecto MC House en la categoría Interior Design Private Residence en la ciudad de Toronto. Esta residencia localizada en Valle de Bravo, se encuentra rodeada de un entorno natural con vistas al lago.
El International Desing & Architecture Awards Shortlisted le fue entregado a la firma en el año 2015.
El Premio Interceramic 2015 reconoció su proyecto Walden House.
En cuanto a distinciones por su labor arquitectónica, en 2017 IDogi catalogó a LS House con mención honorífica mientras que en el mismo año se le otorgó el Premio Interceramic con mención especial también a LS House.